# Чокто (округ, Миссисипи)
Округ Чокто (англ. Choctaw County) — округ штата Миссисипи, США. Население округа на 2000 год составляло 9758 человек. Административный центр округа — город Акермен.

## История
Округ Чокто основан в 1833 году.

## География
Округ занимает площадь 1085.2 км2.

## Демография
Согласно переписи населения 2000 года, в округе Чокто проживало 9758 человек (данные Бюро переписи населения США). Плотность населения составляла 9 человек на квадратный километр.